# Giovanni Francesco Banchieri
Giovanni Francesco Banchieri (ur. 23 albo 26 września 1694 w Pistoi, zm. 18 października 1763 tamże) – włoski kardynał.

## Życiorys
Urodził się 23 albo 26 września 1694 roku w Pistoi, jako syn Pietra Banchieriego i Juditty Cardi. Następnie został referendarzem Trybunału Obojga Sygnatur, relatorem Świętej Konsulty i klerykiem Kamery Apostolskiej. 26 listopada 1753 roku został kreowany kardynałem diakonem i otrzymał diakonię Sant’Adriano al Foro. W latach 1754–1761 był legatem w Ferrarze. Zmarł 18 października 1763 roku w Pistoi.